# QZ (informatica)

Logo del QZ

QZ (Stockholms Datamaskincentral för högre utbildning och forskning) era il nome del data center di proprietà e gestione dell'Università di Stoccolma, del  KTH e del  FOA tra gli anni sessanta e gli anni ottanta.
Il complesso informatico era all'epoca uno dei più grandi del paese, aveva il primo nodo per Internet ed e un luogo di ritrovo per coloro che nel mondo accademico di Stoccolma erano interessati all'emergente scienza informatica.

## Nome
All'inizio al posto di "QZ" si usava l'abbreviazione "SD" e si stampava su carta intestata e biglietti da visita la dicitura "Stockholms Datamaskincentral, SD". Tuttavia, la società Stockholms Datatjänst accusò la Datamaskincentral di Stoccolma di violazione del marchio. Dopo una consultazione legale, venne escogitato il nuovo nome QZ, che, tuttavia, non era acronimo di nulla in particolare, sebbene poi venisse interpretato come sigla di "Qualität und Zuverlässigkeit" ("Qualità e sorveglianza") o "Quality and Zest" ("Qualità ed entusiasmo").